# جنگلبان‌نماواران
جنگلبان‌نماواران (به لاتین: Urodoidea) یک بالاخانواده از شب‌پره‌ها در تبارشاخه دوروزنه‌ای‌ها (Apoditrysia) است و در حال حاضر دارای دو خانواده است: جنگلبان‌نمایان و Ustyurtiidae.